# Доїння

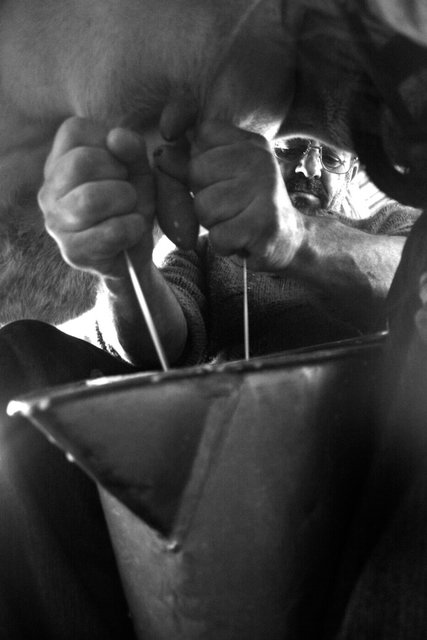
Ручне доїння

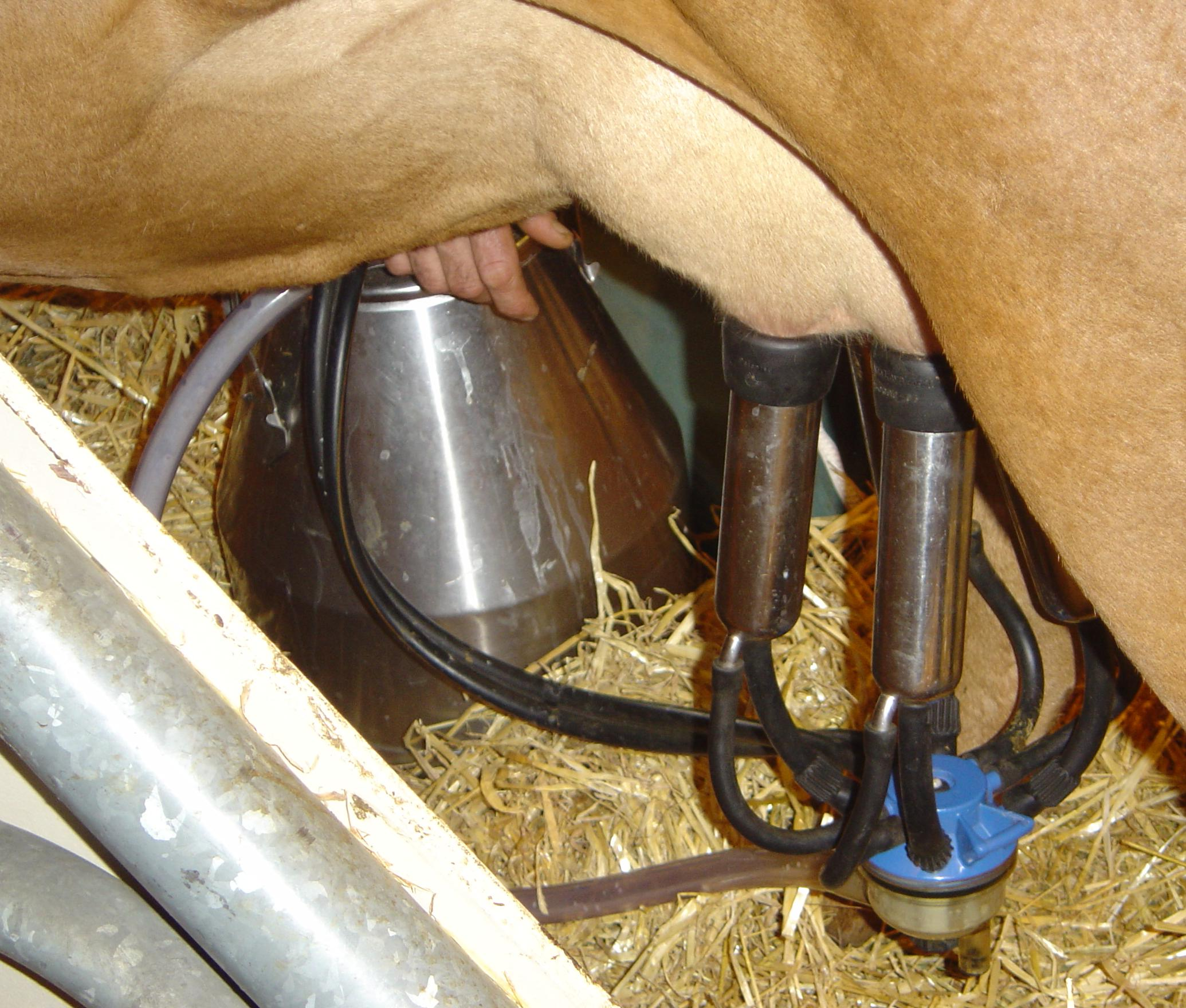
Машинне доїння

Доїння — процес отримання молока від с.г. тварин (корів, кіз, овець, кобил та ін.) У корови молоко утворюється у вимені в інтервалах між доїннями та утримується в ньому завдяки капілярності молочних залоз, особливій будові проток та наяності сфінктерів (м'язів-стискувачів) в сосках.

## Історія доїння
Люди доїли тварин вже 9 тисяч років тому. Такий висновок було зроблено після радіоізотопного аналізу залишків посуду, що знайдені на Близькому Сході та південно-східній частині Європи. Досі у вчених не було доказів того, що люди навчились отримувати молоко від тварин так давно.
Велика група дослідників, головним з яких є Річард Евершед, проаналізували 2225 черепків, що з найбільшою імовірністю є залишками посуду, в якому готували та зберігали їжу. Щоб визначити чи наливали в древній посуд молоко, вчені визначали наявність на фрагментах посуду деяких жирних кислот. Жирні кислоти певної структури входять в склад молока. Вчені оцінювали співвідношення різних ізотопів вуглецю в знайдених органічних залишках.
Найдавніші залишки молока були знайдені на фрагментах посуду з північно-західної Анатолії (територія сучасної Туреччини). Ця область належить до регіону, де клімат сприяє розведенню тварин.

## Способи та період доїння
Існує ручний та машинний спосіб доїння.
Зазвичай корів доять 2-3 рази на добу, високопродуктивних 3-4 рази. Перед запуском число доїнь поступово зменшують.
Овець та кіз молочних порід доять 2 рази на добу. Кобил через невеликий об'єм вимені слід доїти в перші 2 місяці лактації через кожні 2 години, надалі — через 3-4 години. Овець, кіз та кобил зазвичай доять вручну.